# (8672) Morse
(8672) Morse ist ein Asteroid des Hauptgürtels, der am 6. August 1991 vom belgischen Astronomen Eric Walter Elst am La-Silla-Observatorium (Sternwarten-Code 809) der Europäischen Südsternwarte in Chile entdeckt wurde.
Der Asteroid gehört zur Nysa-Gruppe, einer nach (44) Nysa benannten Gruppe von Asteroiden, die auch als Hertha-Familie bekannt ist (nach (135) Hertha).
(8672) Morse wurde am 20. November 2002 nach dem US-amerikanischen Erfinder und Professor für Malerei, Plastik und Zeichenkunst Samuel F. B. Morse (1791–1872) benannt, der durch die Entwicklung des ersten brauchbaren Schreibtelegrafen (Morseapparat) und gemeinsam mit seinem Mitarbeiter Alfred Vail des später nach ihm benannten frühen Morsecodes die praktischen Voraussetzungen für eine zuverlässige elektrische Telegrafie schuf.